# Завьяловский сельсовет (Новосибирская область)
Завьяловский сельсовет — сельское поселение в Тогучинском районе Новосибирской области Российской Федерации.
Административный центр — село Завьялово.

## История
Статус и границы сельского поселения установлены Законом Новосибирской области от 2 июня 2004 года № 200-ОЗ «О статусе и границах муниципальных образований Новосибирской области»

## Население
| 2002  | 2010  | 2012  | 2013  | 2014  | 2015  | 2016  |
| ----- | ----- | ----- | ----- | ----- | ----- | ----- |
| 1722  | ↘1493 | ↘1462 | ↗1467 | ↘1439 | ↘1419 | ↘1406 |
| 2017  | 2018  | 2019  | 2020  | 2021  |       |       |
| ↘1385 | ↘1353 | ↘1332 | ↘1293 | ↘1257 |       |       |

## Состав сельского поселения
| № | Населённый пункт | Тип населённого пункта       | Население |
| - | ---------------- | ---------------------------- | --------- |
| 1 | Голомыскино      | село                         | ↘98       |
| 2 | Доронино         | село                         | ↘235      |
| 3 | Завьялово        | село, административный центр | ↘764      |
| 4 | Низовка          | посёлок                      | ↗133      |
| 5 | Новоабышево      | село                         | ↘263      |

## Экономика
На территории Завьяловского сельского совета раньше были расположены шахты геологически относящиеся к Кузнецкому угольному бассейну (Завьяловский и Дорониский угольные районы).